# Sam Marklund
Sam Marklund, född 4 januari 1993 i Skellefteå, är en svensk ishockeyspelare som spelar för AIK i Hockeyallsvenskan.
Han är son till ishockeytränaren och före detta professionella ishockeyspelaren Lars Marklund.